# 任天堂のゲーム機

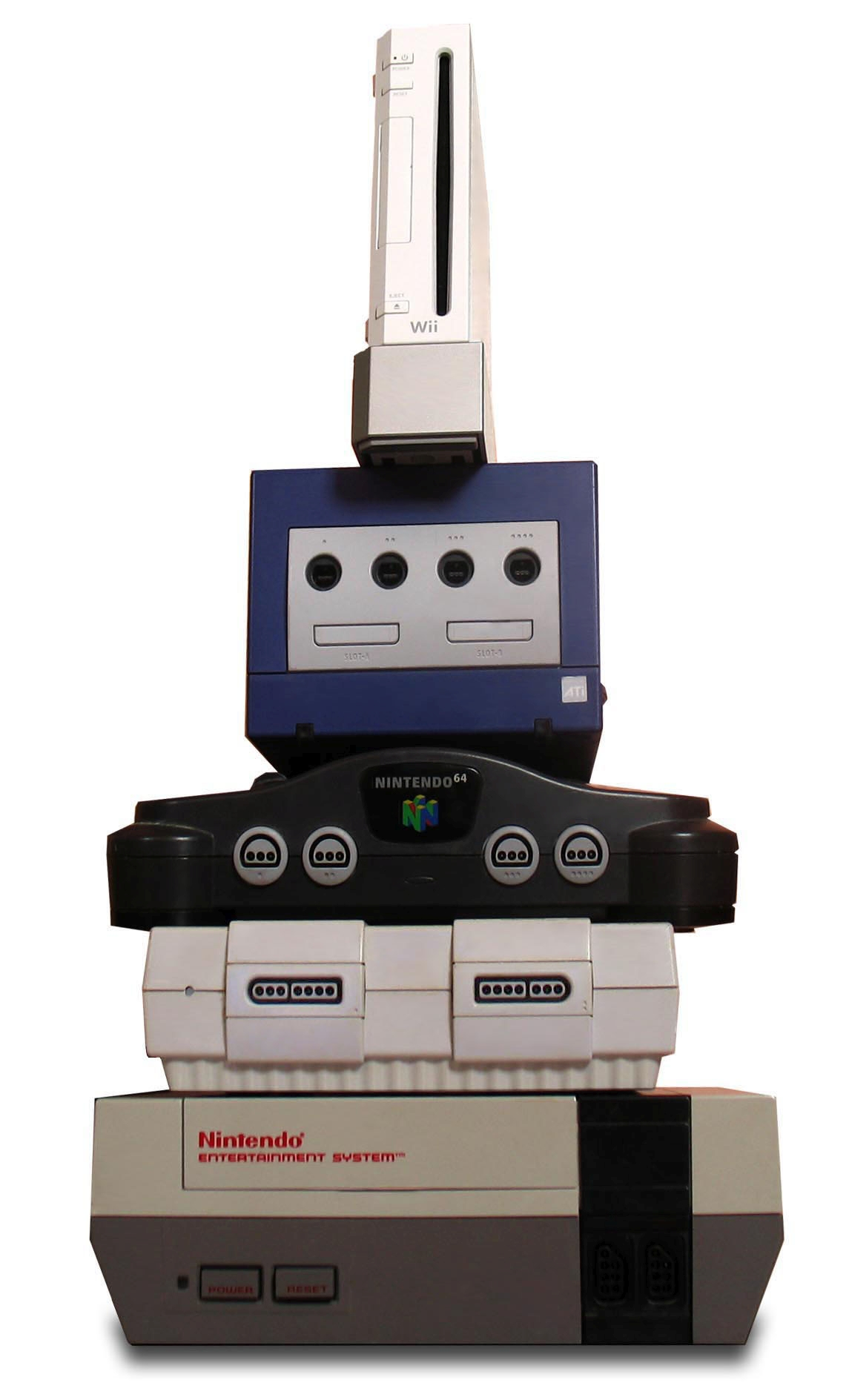
上から下の順に、Wii（2006年）、ニンテンドー ゲームキューブ（2001年）、NINTENDO 64（1996年）、北米版スーパーファミコンのSuper Nintendo Entertainment System（SNES）（北米では1991年、日本では1990年）、欧米版ファミリーコンピュータのNintendo Entertainment System（NES）（欧米では1985年、日本では1983年）のサイズ比較。

任天堂のゲーム機（にんてんどうのゲームき）は、7種類の家庭用ゲーム機と、外部メディアで使用する複数の携帯型ゲーム機を開発しており、さらに専用ゲーム機やそれらのゲーム機向けのその他のハードウェアも展開している。2025年3月時点で、任天堂は合計で8億6,315万台以上のゲーム機を販売している。
同社最初のゲーム機であるカラーテレビゲームは日本で成功を収めたが、他の地域では発売されなかった。同社が世界的な成功を初めて収めたのは、ゲーム&ウオッチシリーズや、1983年に日本でファミリーコンピュータとして発売され、1985年には北米でNintendo Entertainment System（NES）という形で発売された。ファミリーコンピュータは、1983年のアタリショック後にビデオゲーム業界を再興させ、国際的な成功を収めた。1989年には、ゲームボーイが発売され、多数を売り上げた最初の携帯型ゲーム機となった。1990年代初頭、1990年に日本でスーパーファミコンとして発売され、1991年には北米でSuper Nintendo Entertainment System（SNES）が発売され、強力な販売実績を残したにもかかわらず、任天堂の市場リーダーシップは低下し始めた。セガは1988年にメガドライブを強力なライバルとして躍進させたが、ソニーのPlayStation（1994年）が1990年代後半に最も人気のあるゲーム機となり、NINTENDO 64（1996年）を上回った。しかし、任天堂は1994年に発売されたセガサターンより多くの販売実績を残した。
1998年に発売されたドリームキャスト、2000年に発売されたPlayStation 2、2001年に発売されたマイクロソフトのXboxなどは、最終的に国際市場で任天堂を3位に追いやったが、ニンテンドー ゲームキューブが発売されてもその状況は変わらなかった。しかし、任天堂はゲームボーイカラー（1998年）やゲームボーイアドバンス（2001年）を通じて、携帯型ゲーム機市場でのリーダーシップを維持した。2000年代中盤、任天堂はタッチスクリーンを搭載した成功した携帯型デバイスであるニンテンドーDS（2004年）と、モーションコントロール入力のために設計された成功したゲーム機のWii（2006年）を発表し、これらは最も売れたゲーム機の1つとなった。一方、2011年に、3D立体視機能を搭載した最初の主要な携帯型ゲーム機としてニンテンドー3DSを発表し、その発売当初から非常に強力な販売実績を収めた。2012年11月に発売されたWii Uは、予想よりも大幅に売上が低く、不振に終わった。対照的に、Nintendo Switchは、2017年3月に発売され、任天堂の家庭用ゲーム機としては最も売れたものとなり、全体で3番目に売れたゲーム機になった。また、その後継機であるNintendo Switch 2は、2025年に発売された。

## 家庭用ゲーム機

### カラーテレビゲーム（1977年-1983年）

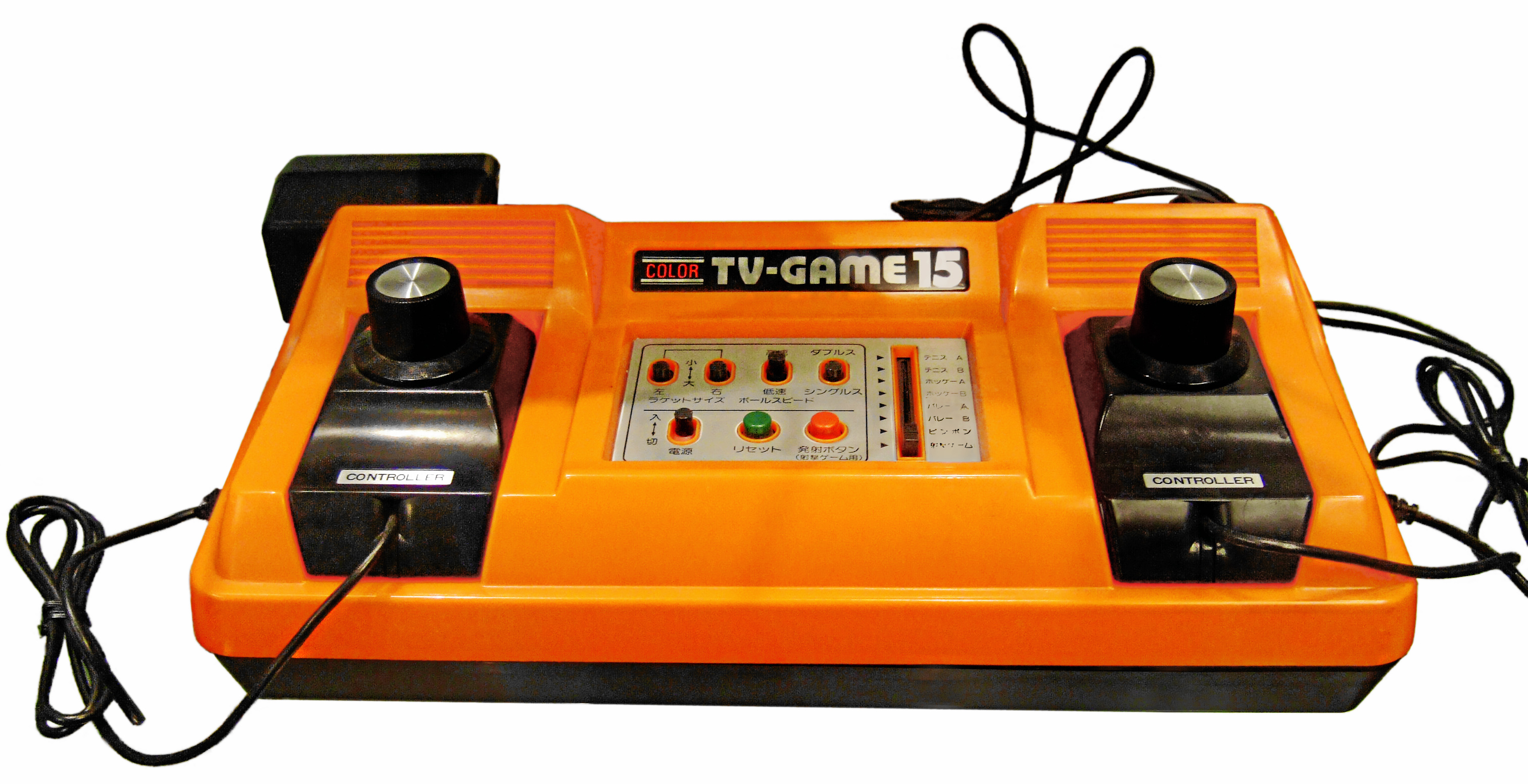
カラーテレビゲーム15

カラーテレビゲームは、日本国内のみで発売された5種類の専用家庭用ゲーム機のシリーズである。各ゲーム機には少数のゲームが内蔵されており、ビルトインコントローラを備えていた。シリーズ全体で約300万台が販売された。
カラーテレビゲームシリーズは以下を含む。
- カラーテレビゲーム6: 1977年6月1日発売。シングルまたはダブルモードでプレイできるポンの6つのバリエーション（テニス、ホッケー、バレーボール）が内蔵されており、約100万台を販売。
- カラーテレビゲーム15: 1977年6月8日発売。ポンの15種類のバリエーションを収録。シリーズで最も人気があり、約100万台超を販売。
- レーシング112: 1978年6月8日発売。レースゲームを収録。宮本茂が初めて携わったプロジェクトとしても注目される。約50万台を販売。
- ブロック崩し: 1979年4月23日発売。ブロック崩しに基づいたゲームを収録。約50万台を販売。
- コンピュータTVゲーム: 1980年発売。コンピュータオセロを内蔵。限定数量のみ販売。

### ファミリーコンピュータとNintendo Entertainment System（1983年および1985年）

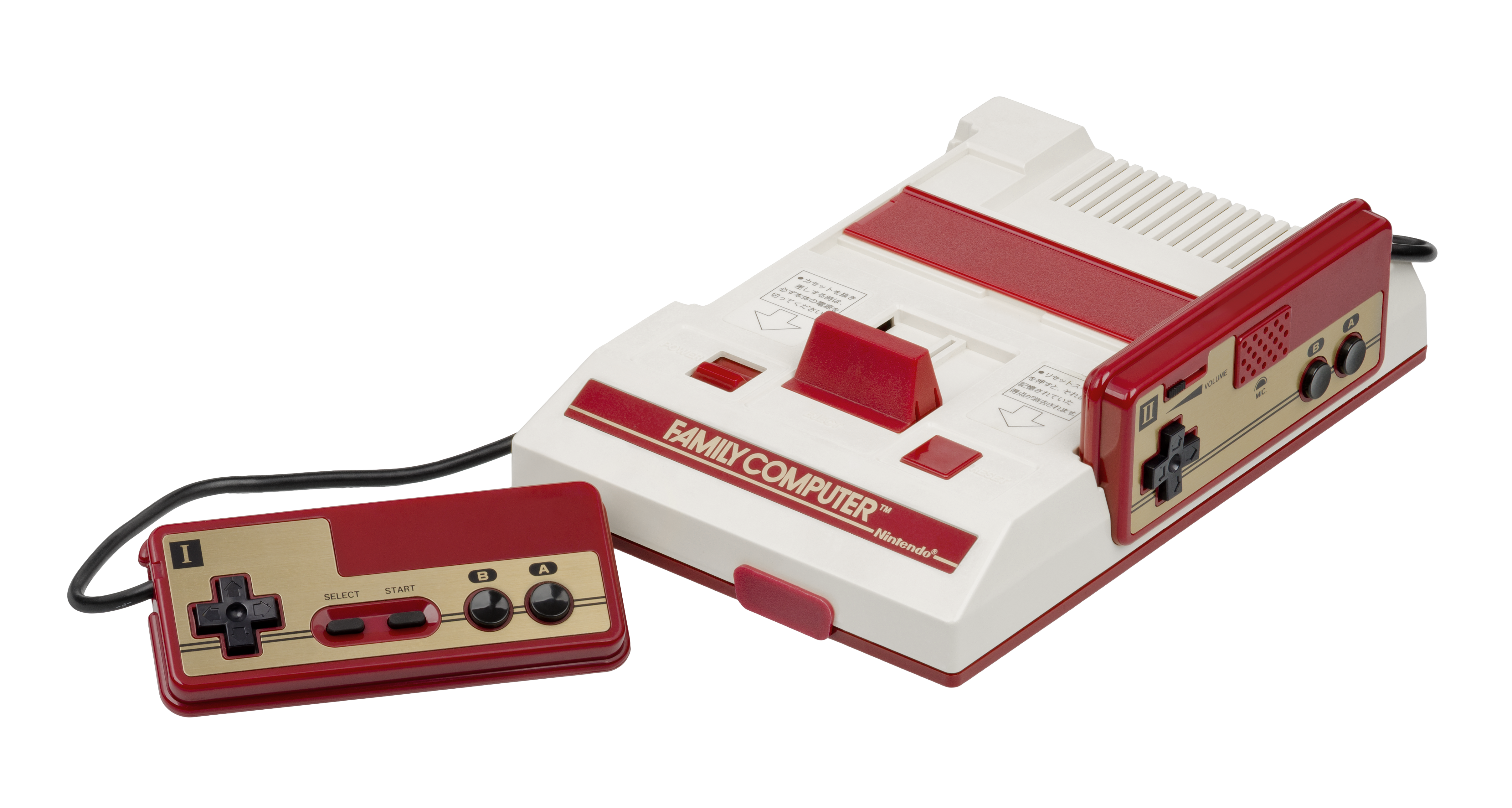
ファミリーコンピュータ

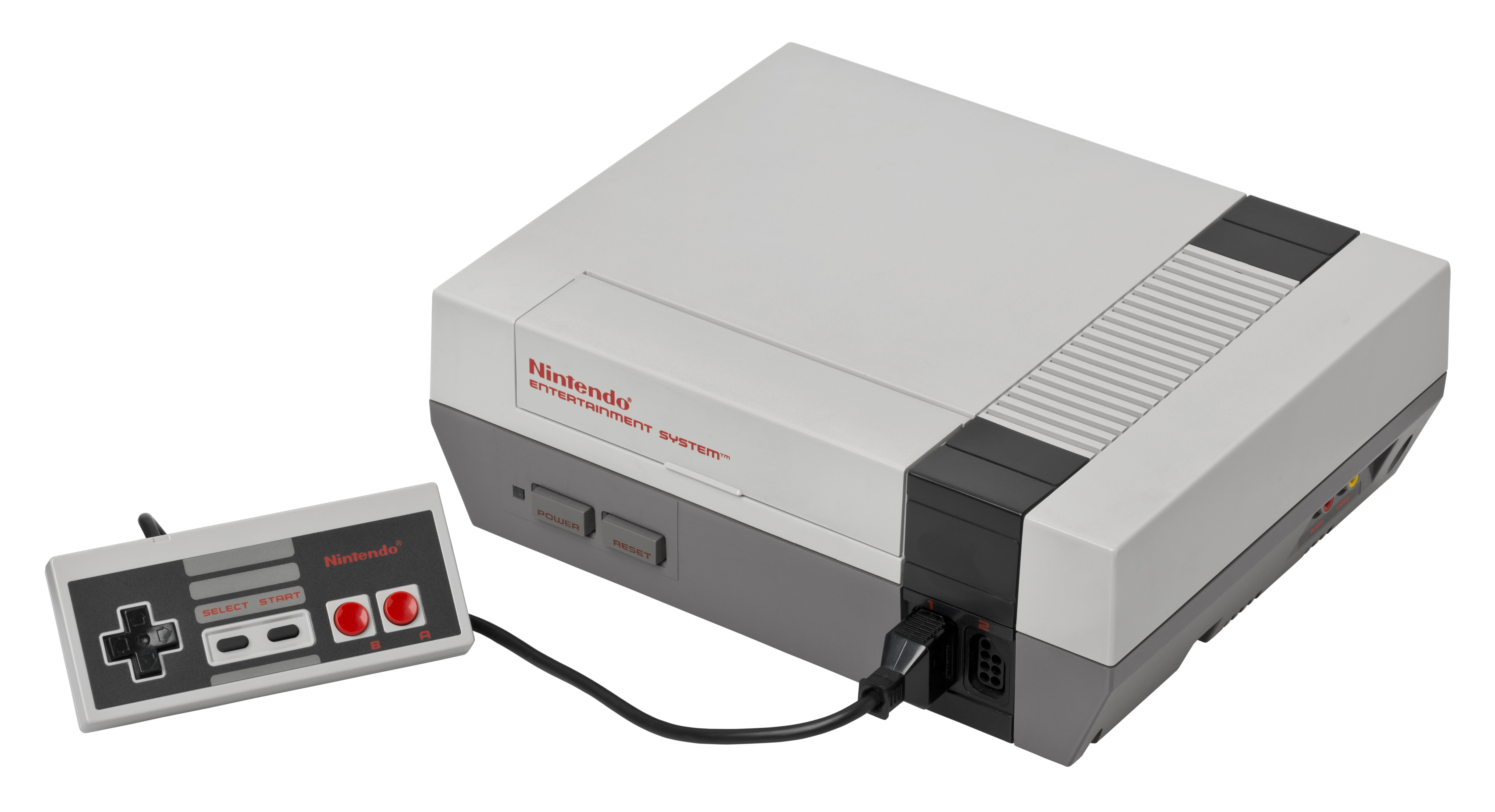
欧米版Nintendo Entertainment System（NES）

ファミリーコンピュータ（ファミコン）は、1983年7月15日に発売日された8ビットの家庭用ゲーム機である。アメリカでは1985年10月18日にNintendo Entertainment System（NES）として最初に発売され、任天堂が日本国外でも初めて発売した家庭用ゲーム機となった。1985年10月、アメリカのテストマーケットに再設計されたNESとして発売され、1986年には北アメリカ全域で正式に発売された。1980年代を通じて、南アメリカ、ヨーロッパ、アジア、オセアニア、およびアフリカでさまざまな名称で販売された。
世界中で6191万台を販売したファミリーコンピュータは、1983年のアタリショック後にビデオゲーム業界を復活させ、ゲームデザインから事業慣行に至るまで、後のゲーム機の標準を確立した。ファミコンはメーカーがサードパーティ開発者を公然と誘致した最初のゲーム機でもある。このゲーム機はまた、『ゼルダの伝説』や『メトロイド』など、任天堂の最も象徴的なシリーズを誕生させた。なお、ファミコンの修理は日本においては2007年10月31日まで続けられ、サービス終了の理由として部品調達の困難さが挙げられた。
任天堂は2016年11月10日にソフトウェアエミュレーションを基盤としたファミリーコンピュータのバージョンを発売。「ニンテンドークラシックミニ ファミリーコンピュータ」と呼ばれるこのシステムは、単一のコントローラと30本のプリインストールゲームを備えた専用ゲーム機である。

### スーパーファミコンとSuper Nintendo Entertainment System（1990年および1991年）

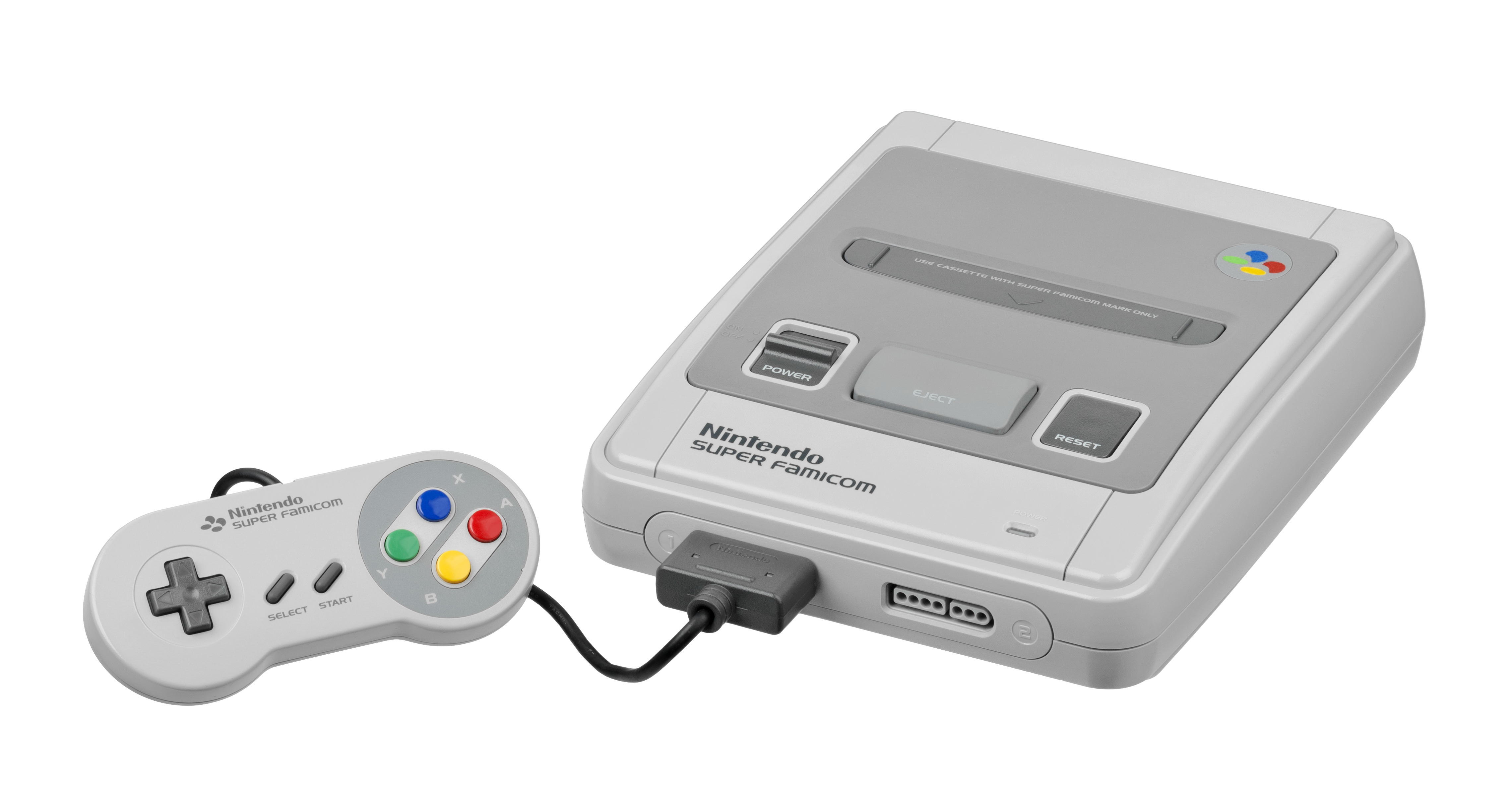
スーパーファミコン

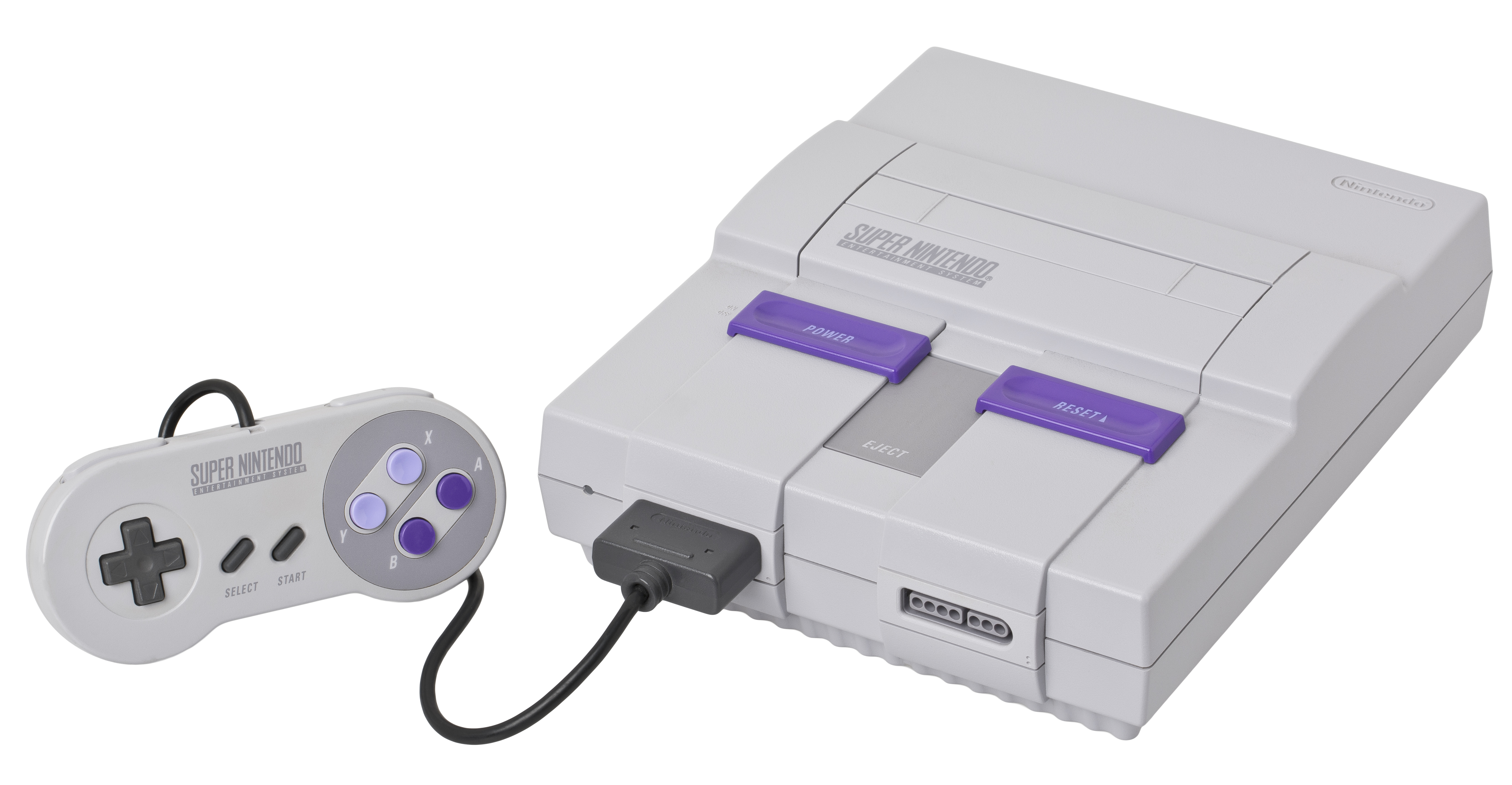
北米版Super Nintendo Entertainment System（SNES）

スーパーファミコンは、16ビットの家庭用ゲーム機であり、1990年11月21日に日本での発売を皮切りに、北アメリカでは1991年、ヨーロッパとオセアニアでは1992年、南アメリカでは1993年に発売された。アメリカではSuper Nintendo Entertainment System（SNES）、通称「Super Nintendo」として知られ、韓国では「Super Comboy」として現代電子が販売を担当した。
スーパーファミコンはファミリーコンピュータおよびNESに続く、任天堂の3番目の家庭用ゲーム機（日本国外では2番目）である。以前のゲーム機はPAL地域や広範なアジア地域で苦戦していたが、スーパーファミコンは世界的に成功を収めた。ただし、セガのメガドライブとの競争が激化し、北東アジアや北アメリカにおいては前作ほどの人気を得ることができなかった。それでも、スーパーファミコンは16ビット時代で最も多く売れたゲーム機となり、全世界で4910万台を販売した。スーパーファミコンのゲームライブラリは、任天堂の有名なフランチャイズの多くを進化させ、さらに高い評価を受ける作品を生み出した。例として、『スーパーメトロイド』、『ゼルダの伝説 神々のトライフォース』、『ファイナルファンタジーIV』および『ファイナルファンタジーVI』、『スーパードンキーコング』、『スーパーマリオワールド』などが挙げられる。また、『スターフォックス』や『ロックマンX』といった新しい人気フランチャイズも生まれた。
また、先行するニンテンドークラシックミニ ファミリーコンピュータと同様に、任天堂は2017年10月5日に、スーパーファミコンをベースとしたソフトウェアエミュレーション版を発売した。この「ニンテンドークラシックミニ スーパーファミコン」は、2つのコントローラと21本のプリインストールゲームを備えた専用ゲーム機であり、その中には元々システム用に開発されながら未発売だった『スターフォックス2』も含まれている。

### NINTENDO 64（1996年）

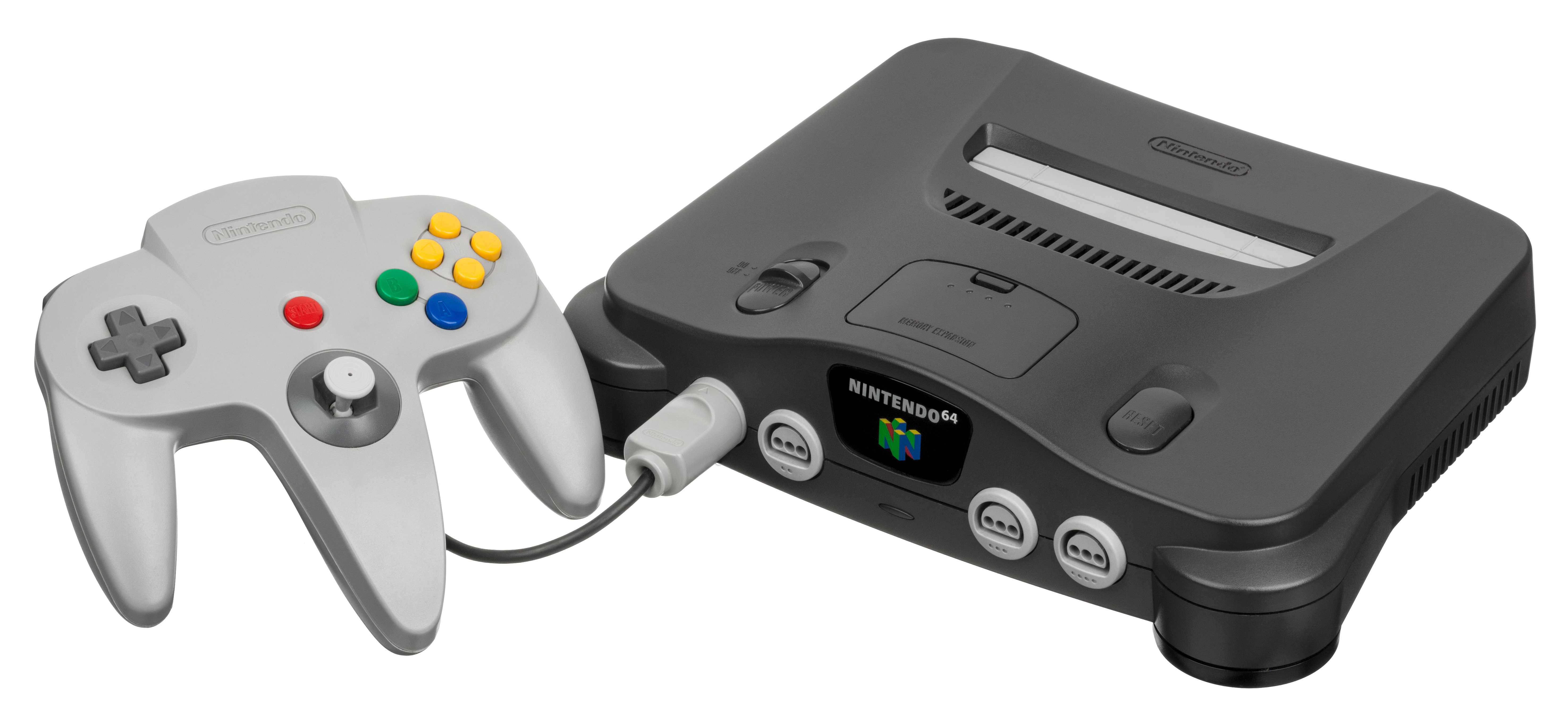
NINTENDO 64本体とコントローラ

NINTENDO 64は、64ビットの家庭用ゲーム機であり、1996年6月23日に日本で、同年9月29日に北アメリカで、1997年3月1日にヨーロッパおよびオーストラリアで発売された。NINTENDO 64は、任天堂が国際市場向けに発売した3番目の家庭用ゲーム機である。日本では3本のローンチタイトル（『スーパーマリオ64』、『パイロットウイングス64』、『最強羽生将棋』）とともに発売され、北アメリカではスーパーマリオ64とパイロットウイングス64の2本が発売された。PAL地域では、スーパーマリオ64、『スター・ウォーズ 帝国の影』、パイロットウイングス64の3本がローンチタイトルとなり、『時空戦士テュロック』は発売3日後にずれ込んだ。
その他の代表的なタイトルには、『ドンキーコング64』、『ディディーコングレーシング』、『バンジョーとカズーイの大冒険』、『ゼルダの伝説』シリーズの2作、『ゴールデンアイ 007』、『マリオカート64』、『大乱闘スマッシュブラザーズ』、『スターフォックス64』などが含まれる。NINTENDO 64は、全世界で3293万台を販売した。

### ニンテンドー ゲームキューブ（2001年）

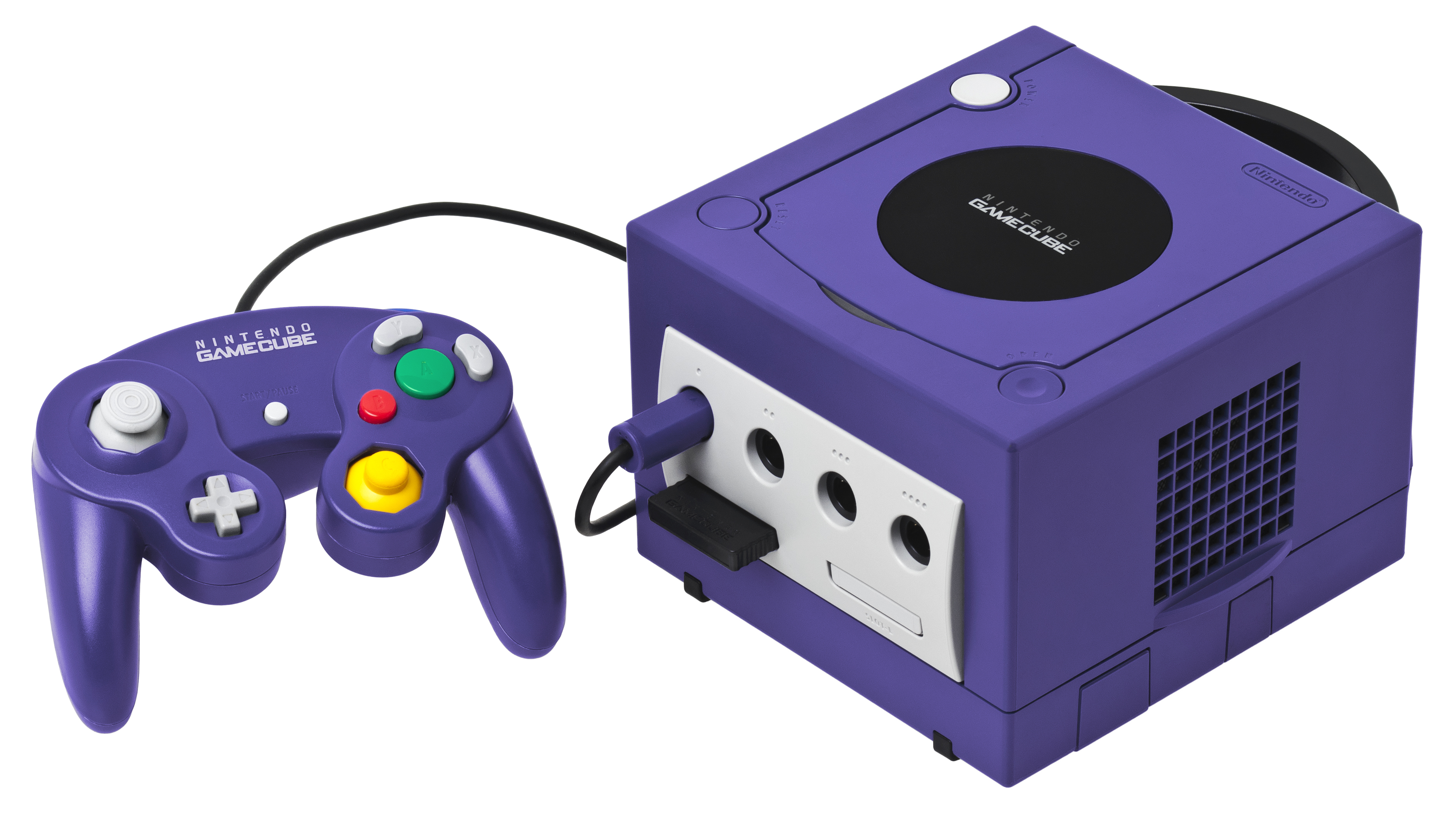
ニンテンドー ゲームキューブ本体とコントローラ

ニンテンドー ゲームキューブは、2001年9月14日に発売された。任天堂の第6世代家庭用ゲーム機であり、同世代にはセガのドリームキャスト、ソニーのPlayStation 2、マイクロソフトのXboxがある。スペースワールド2000でゲーム機の発表までは、このデザインプロジェクトは「Dolphin（ドルフィン）」として知られており、この名称はゲーム機やアクセサリの型番に現在も確認できる。ゲームキューブは第6世代の中で最もコンパクトなゲーム機である。任天堂のゲーム機として初めて光ディスクを採用し、カートリッジではなくなった。光学ドライブメーカーの松下電器産業との契約により、DVDプレーヤー機能を持つゲームキューブ「パナソニックQ」が日本のみで発売された。
任天堂の主要タイトルは、スーパーマリオサンシャイン、大乱闘スマッシュブラザーズDX、ゼルダの伝説 風のタクト、メトロイドプライム、ポケモンコロシアム、スターフォックスアドベンチャーなど既存の人気シリーズの続編を中心として展開された。一方で、どうぶつの森やピクミンのような新しいシリーズも誕生したが、前者は日本のみでNINTENDO 64向けに発売されていたことがある。ゲームキューブの累計販売台数は2174万台である。

### Wii（2006年）

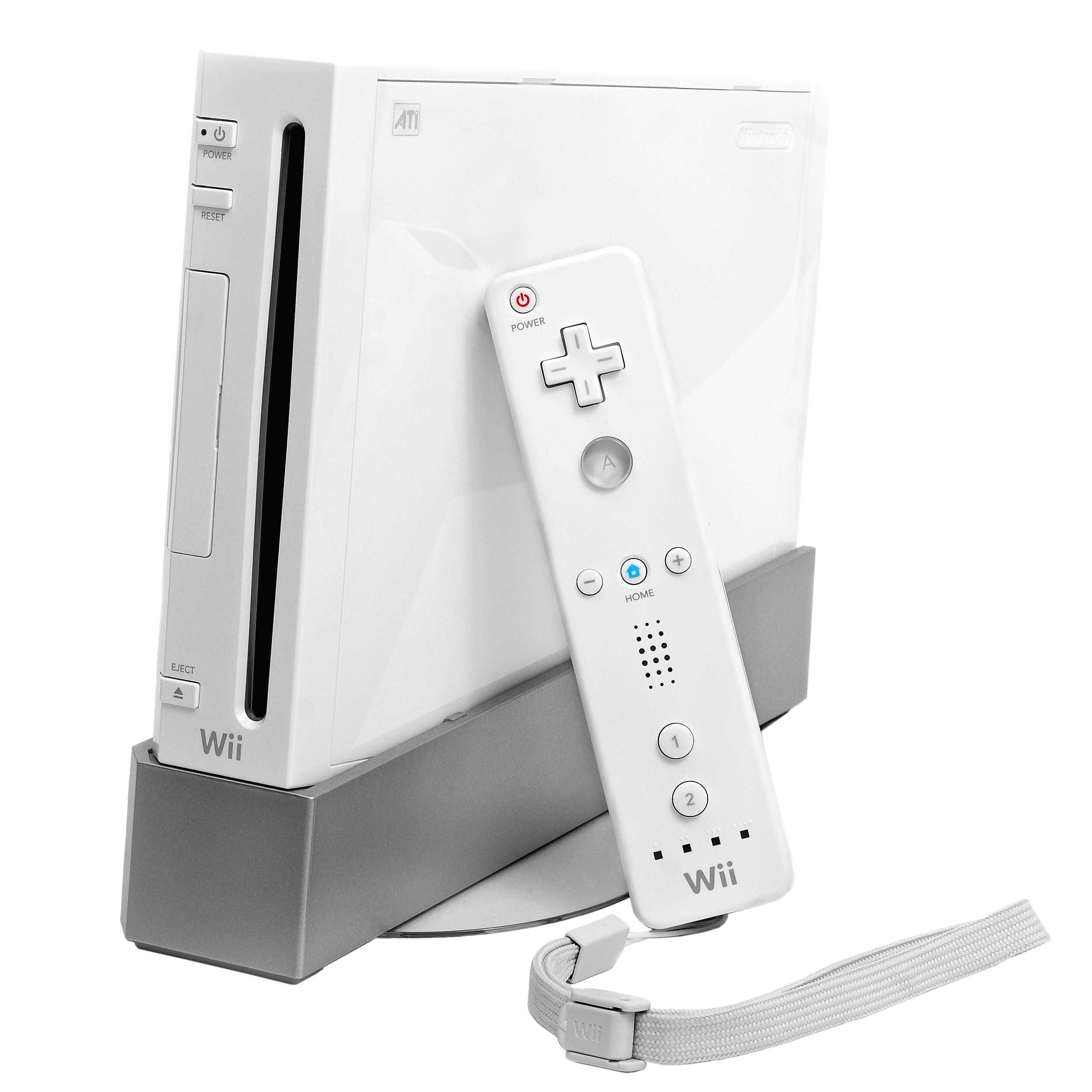
Wii本体（左）とWiiリモコン（右）

Wiiは、2006年11月19日に発売された。このゲーム機は任天堂の第7世代家庭用ゲーム機であり、その世代にはPlayStation 3やXbox 360が含まれる。任天堂はこのゲーム機を主要な競合他社よりも幅広い層にアピールすることを目標に設計し、カジュアルゲームプレイヤーやゲームに馴染みのない層を含む新たなオーディエンスを意識して制作した。
これらの目標は、Wiiリモコンという特徴的なコントローラによって強調された。このコントローラは手持ちのモーションコントローラであり、内部センサーと赤外線位置検出を組み合わせて3次元空間で動きや回転を検出する。リモコンには拡張ポートがあり、「ヌンチャク」と呼ばれるアナログスティックや追加ボタンを備えたアタッチメント、従来型のコントロールスキームを提供するクラシックコントローラ、そして元のWiiリモコンモデルのモーション検出機能を強化するWiiモーションプラスなどのアクセサリを接続することができる。
Wiiの内部ハードウェアはゲームキューブの改良版であり、同世代の競合機種と比較して全体的なグラフィック性能は低く、ハイビジョン出力には対応していない。また、Wiiにはオンライン対応機能が搭載されており、ニンテンドーWi-Fiコネクションを通じて対応ゲームでオンラインマルチプレイやその他の機能が提供された。さらにWiiConnect24機能を通じて、本体が待機モード中でもメッセージやアップデートをダウンロード可能であった。Wiiショッピングチャンネルを通じて追加のWiiウェアゲームやアプリをダウンロードまたは購入でき、バーチャルコンソールを通じて古いゲーム機のクラシックゲームがエミュレートされた。このサービスは2019年1月30日をもって終了した。初期モデルのWiiは、ゲームキューブのゲームやコントローラに対する後方互換性を持っていたが、後のハードウェア改訂版（WiiファミリーエディションやWii Mini）では廃止された。
Wiiは任天堂にとって大きな成功を収めた。2007年4月には「ウォール・ストリート・ジャーナル」が、Wiiと携帯機のニンテンドーDSの成功を引き合いに出し、「任天堂はゲーム業界で打ち負かすべき存在になった」と宣言した。2016年3月31日時点で、Wiiは全世界で1億163万を販売した。Wiiリモコンを活用するよう設計されたスポーツミニゲーム集『Wii Sports』は、日本国外ではゲーム機に同梱され、一般ユーザー向けにおける「キラーアプリ」として大きな文化的影響を与えた。

### Wii U（2012年）

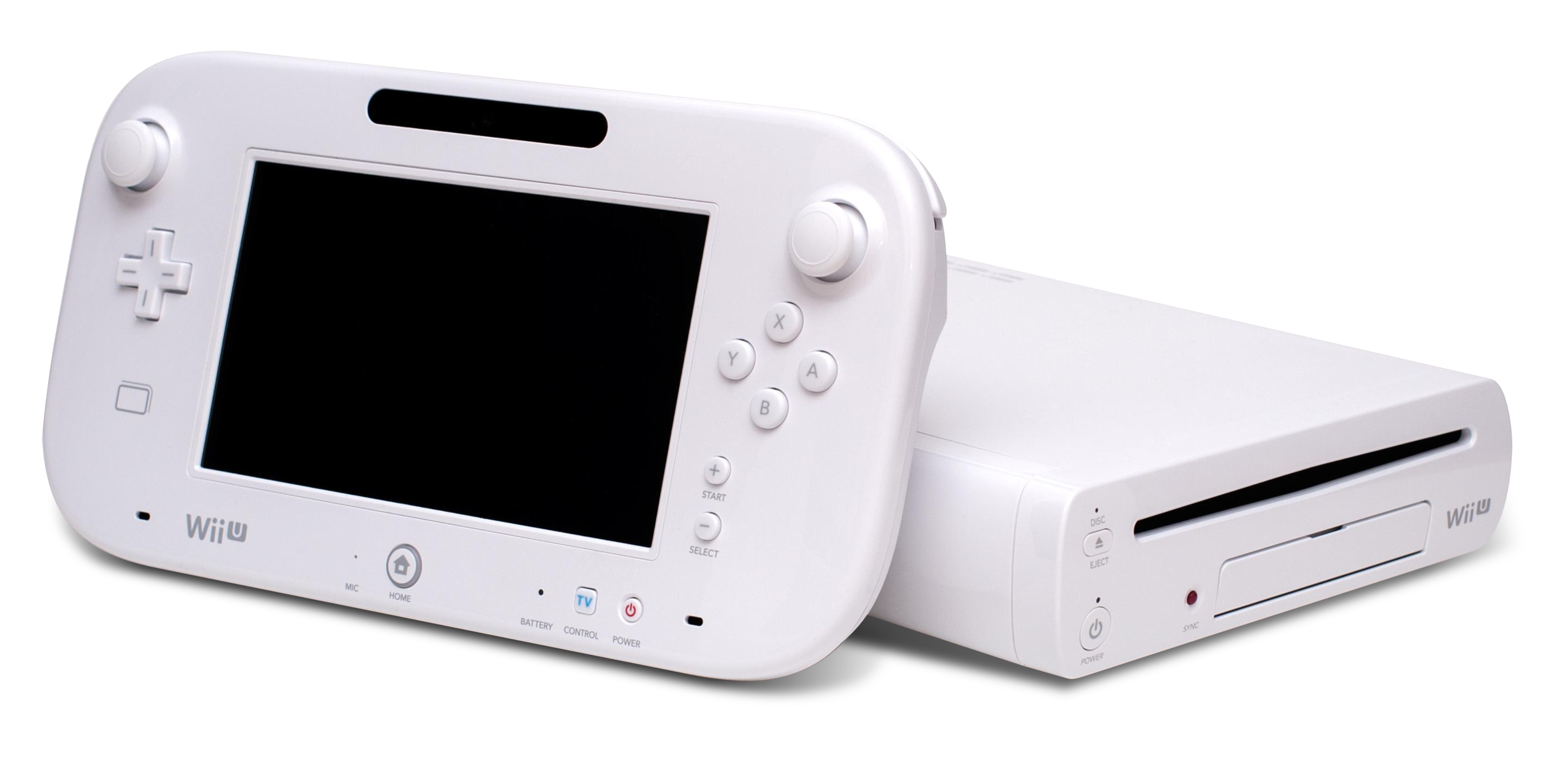
Wii U GamePad（左）とWii U本体（右）

Wii Uは、2012年11月18日に発売された。Wiiの直接的な後継機であり、第8世代における最初の家庭用ゲーム機である。Wii Uの特徴的なハードウェアはGamePadであり、タブレットのようなコントローラで、タッチスクリーンを搭載しており、ゲーム機からワイヤレスで映像出力をストリーミングする。このGamePadの画面はゲーム内での代替的または補完的な視点を提供するために使われたり、テレビの代わりに主な表示として使われたりする。特に任天堂は、GamePadを使用したプレイヤーが他のプレイヤーとは異なる目的や視点を持つ「非対称」マルチプレイのコンセプトを推進した。GamePadに加えて、Wii UはWiiのコントローラやゲームもサポートしているほか、従来型のゲームパッドであるWii U PROコントローラーも発売された。
Wii UはWiiよりもオンライン機能が充実しており、ニンテンドーネットワークプラットフォームを使用している。オンラインマルチプレイや新しいゲームやアプリのダウンロード購入が可能であるほか、ビデオチャットも利用できる。また、ゲーム専用のコミュニティで投稿や描画が可能な内部ソーシャルネットワークMiiverseも搭載されていたが、このサービスは2017年11月8日に終了した。任天堂はまた、Nintendo TViiという機能を通じて、テレビ番組のためのセカンドスクリーン体験を提供しようと試みたが、この機能は2015年8月に日本以外で終了した。Wiiとは異なり、Wii Uのハードウェアはハイビジョン画質を表示できる能力を持つ。
Wii Uは低い普及率に直面し、その理由について任天堂の幹部は、サードパーティーの支援不足、システムのマーケティングの不十分さ（これにより、Wii Uのゲームパッドがタブレットデバイスとしての認識が不明確になったこと）、および翌年にPlayStation 4とXbox Oneが発売されたことを挙げた。しかし、一部の批評家は、Wii UがPS4やXbox Oneに対して依然として優位性を持っていると主張し、その理由として、低価格やスーパーマリオ 3Dワールドのような注目すべき初期の独占タイトルを挙げた。
任天堂の独占タイトルとして注目されたマリオカートや大乱闘スマッシュブラザーズシリーズの新作が発売されると、売り上げは安定的に増加した。さらに、スプラトゥーンのような新しいシリーズも成功を収めた。
2017年1月、任天堂の広報担当者がゲーム機の生産終了を発表し、累計販売台数は世界で1356万台に達した。

## 携帯型ゲーム機

### ゲーム&ウオッチ（1980年-1991年）

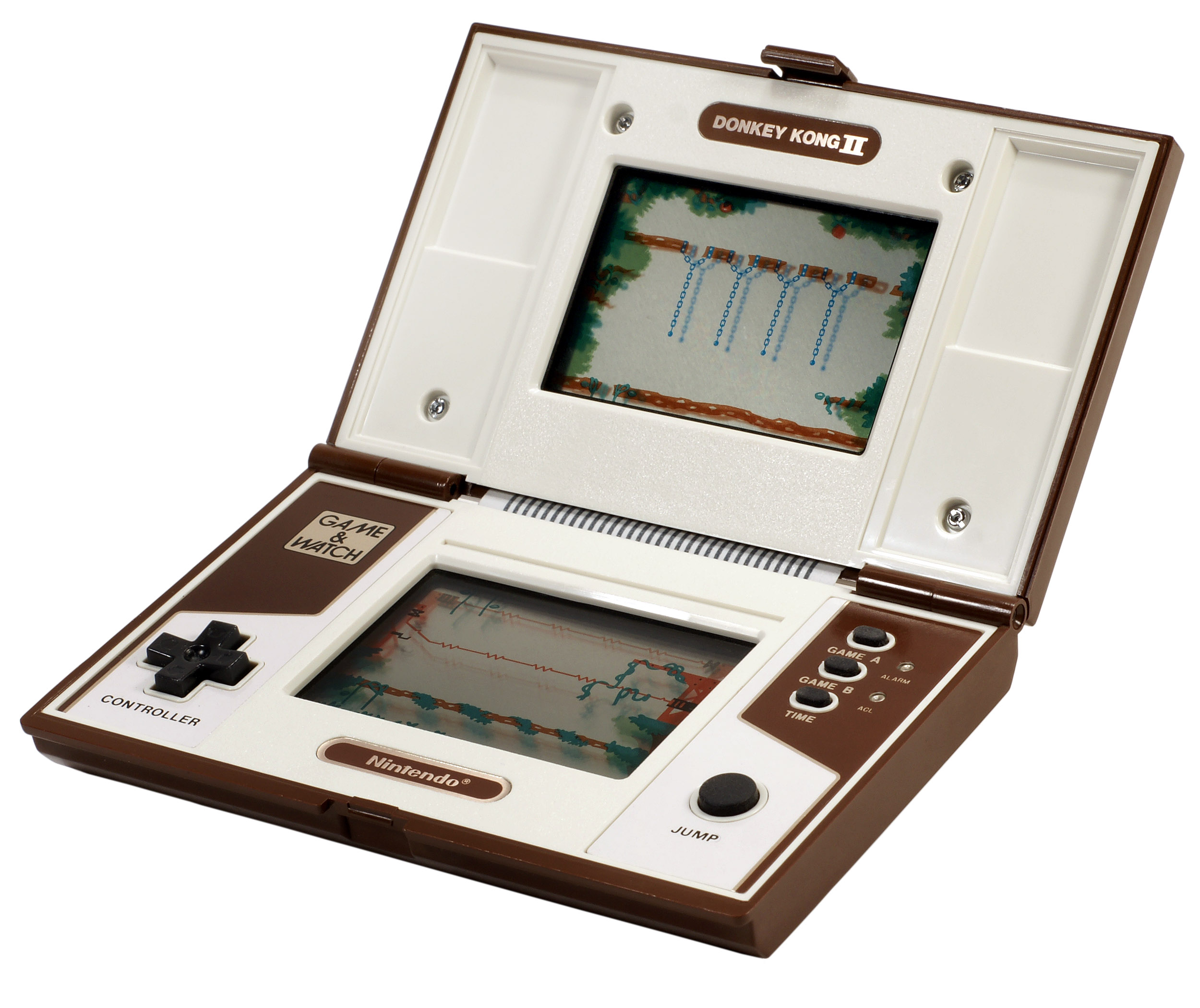
ゲーム&ウオッチ『ドンキーコング2』を内蔵したモデル

ゲーム&ウオッチシリーズは、任天堂が1980年から1991年にかけて製造した携帯型電子ゲームで、ゲームデザイナーの横井軍平によって開発された。それぞれのモデルには1つのセグメント液晶画面でプレイ可能なゲームが収録されており、時計やアラーム機能も搭載されていた。ほとんどのタイトルには、「GAME A」（簡単モード）と「GAME B」（難しいモード）のボタンがあり、「GAME B」は通常「GAME A」に比べて速く、より難しいバージョンである。
さまざまなモデルが製造され、一部のゲーム機は2つの画面を持つ「マルチスクリーンシリーズ」や、クラムシェル（折りたたみ）デザインを採用していた。このデザインは後にニンテンドーDSにも採用された。ゲーム&ウオッチは携帯型ゲーム機を非常に人気にした。多くの玩具会社がゲーム&ウオッチに続き、タイガーエレクトロニクスの『スター・ウォーズ』テーマのゲームなどを展開した。任天堂のゲーム&ウオッチは最終的に初代ゲームボーイに取って代わられた。各ゲーム&ウオッチは、セグメント液晶とあらかじめ印刷されたオーバーレイを使用していたため、1つのゲームしかプレイできなかった。また、ゲームのスピードと反応性は、液晶が状態を変えるのに要する時間によって制限されていた。
ゲーム&ウオッチシリーズは全世界で4,340万台を販売し、そのうち日本で1,287万台、海外で3,053万台が販売された。

### ゲームボーイ（1989年）

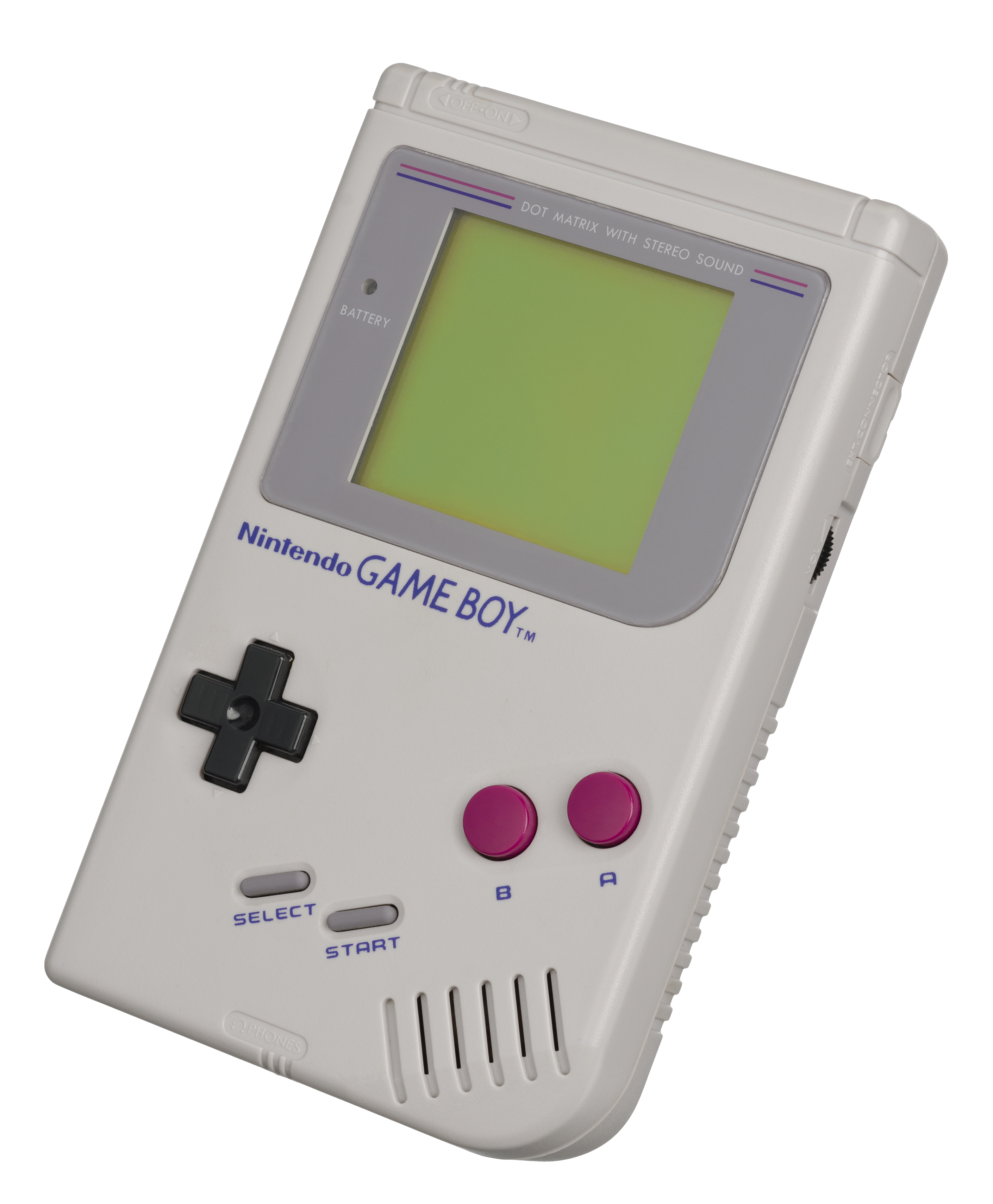
初代ゲームボーイ

ゲームボーイは、8ビット携帯型ゲーム機で、任天堂によって開発された初の機種である。このデバイスは交換可能なROMカートリッジに対応しており、家庭用ゲーム機のポータブル版のように機能する。1989年4月21日に日本で発売され、その後同年中に北アメリカで、1990年以降には他の地域でも発売された。ゲームボーイはドットマトリクスディスプレイ、方向キー、4つのボタン、単一のスピーカーを備え、ゲームボーイ用ゲームパックカートリッジを使用していた。  
競合製品と比較してモノクログラフィックが批判されることもあったが、ゲームボーイの手頃な価格、電池寿命、豊富なゲームライブラリによって市場での圧倒的な支配力を築いた。ゲームボーイのライフサイクル中に、より小型のゲームボーイポケット（1996年）やゲームボーイライト（1998年）など、いくつかのリデザインが行われた。2003年3月に販売が終了するまで、全世界でモノクロゲームボーイおよびゲームボーイカラーのすべてのバージョンをあわせて1億1,869万台が販売され、歴代4位の売上を記録した。  
ゲームボーイのベストセラーゲームは『ポケットモンスター 赤・緑・青・ピカチュウ』で、全世界で4,600万本を販売した。

### ゲームボーイカラー（1998年）

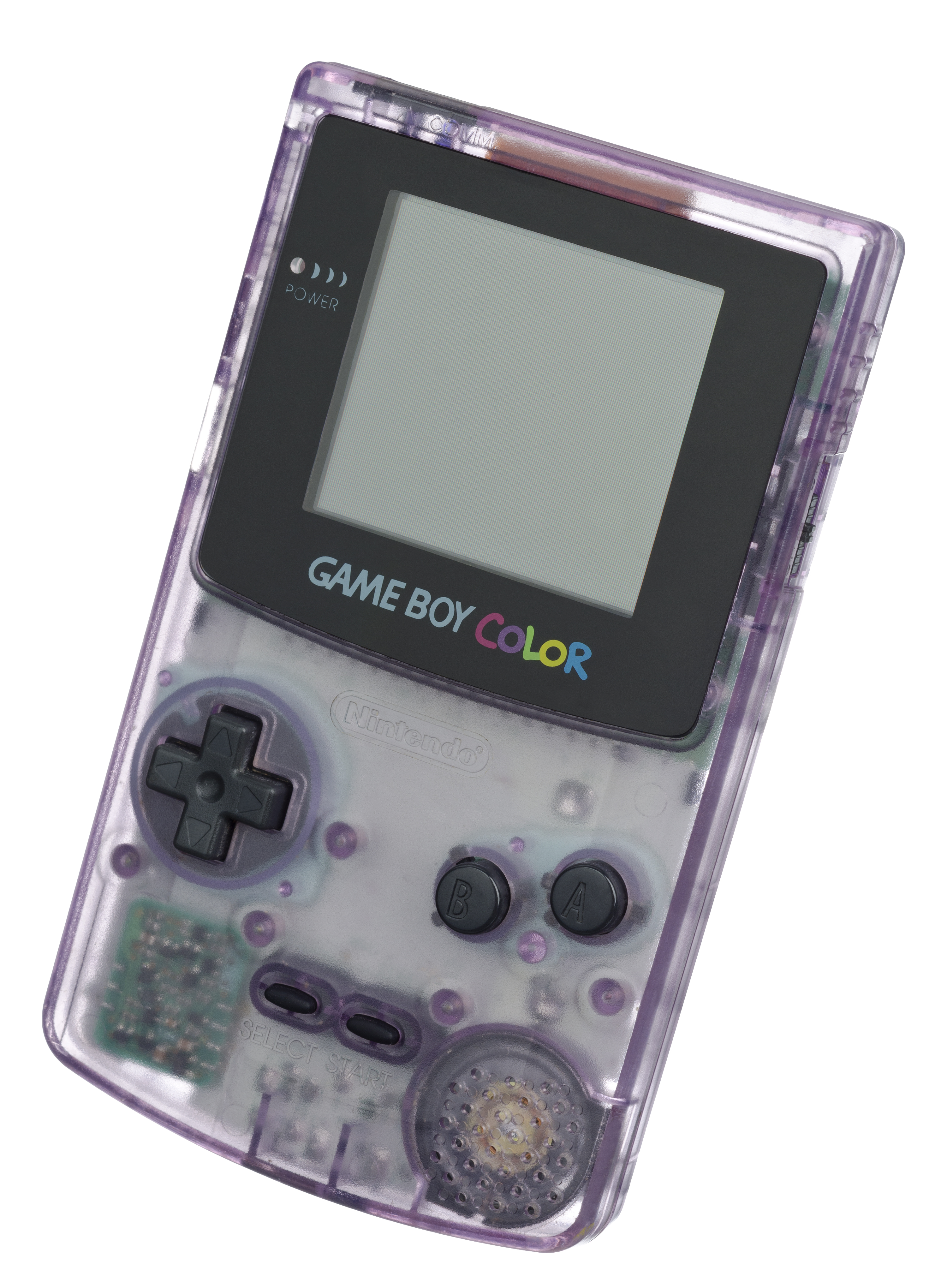
ゲームボーイカラー

ゲームボーイカラー（GBCまたはCGB）は、オリジナルのゲームボーイの移行的なアップグレード版である。第五世代の携帯型ゲーム機の1つとして、ワンダースワンやネオジオポケットとの競争力を高めるために作られた。オリジナルのゲームボーイと比べて、ゲームボーイカラーはモノクロではなくカラーのTFT液晶を搭載し、2倍の速度で動作するプロセッサと4倍のメモリを備えている。前機種向けに開発されたゲームとの下位互換性も維持している。携帯機は直前の前モデルゲームボーイポケットよりも若干厚みがあり、高さが増し、画面が小さいが、元祖ゲームボーイよりもかなり小型化されている。  
2003年3月に販売が終了するまで、モノクロゲームボーイおよびゲームボーイカラーの全バリエーションは世界で1億1,869万台の売上を記録し、歴代4位の売上を達成した。また、ベストセラーゲームは『ポケモン 金・銀』で、世界中で2,300万本を販売した。

### ゲームボーイアドバンス（2001年）

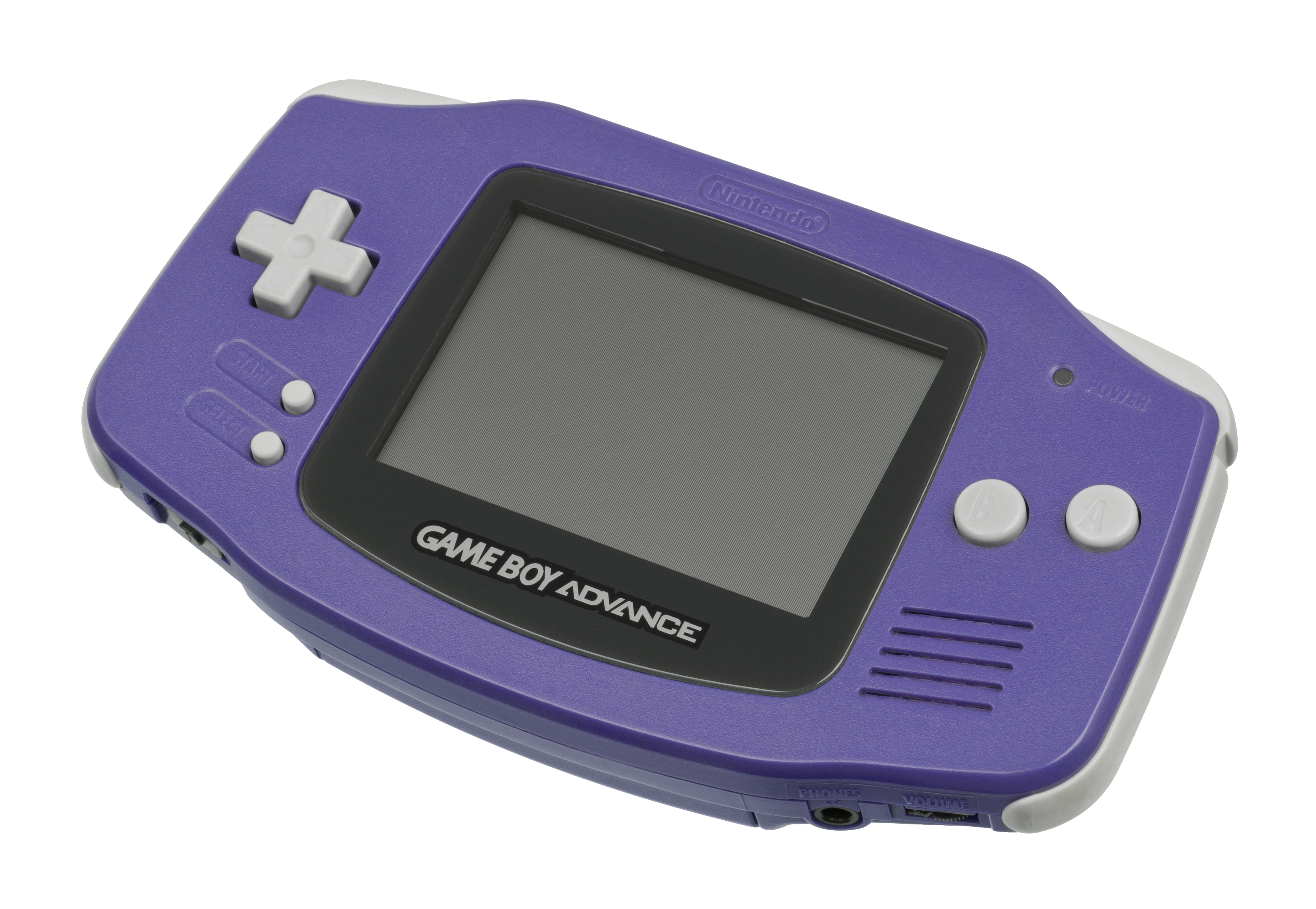
オリジナルゲームボーイアドバンス

ゲームボーイアドバンス（GBA）は、32ビット携帯型ゲーム機で、2001年3月21日に日本で発売され、その年の6月には国際市場でも展開された。2004年には中国本土で「iQue Game Boy Advance」という名称で発売された。前機種ゲームボーイカラーと比べて、GBAは大幅に強化されたARM7プロセッサと改善されたグラフィックスを提供しながらも、前機種向けのゲームとの下位互換性を維持している。  
オリジナルのモデルは、2003年にゲームボーイアドバンスSPに引き継がれた。このモデルはフロントライト付きのスクリーンとクラムシェルデザインを採用した形状を備えている。また、2005年にはバックライト付きスクリーンを搭載した新型SPが発売された。同年9月には、ミニマルなリデザインモデルであるゲームボーイミクロが発売された。ゲームボーイアドバンスシリーズではすべてのモデルを合わせて8,151万台が販売された。ベストセラーゲームは『ポケモン ルビー・サファイア』で、世界で1,600万本を販売した。GBAは2010年末までに公式に生産が終了した。

### ポケモンミニ（2001年）

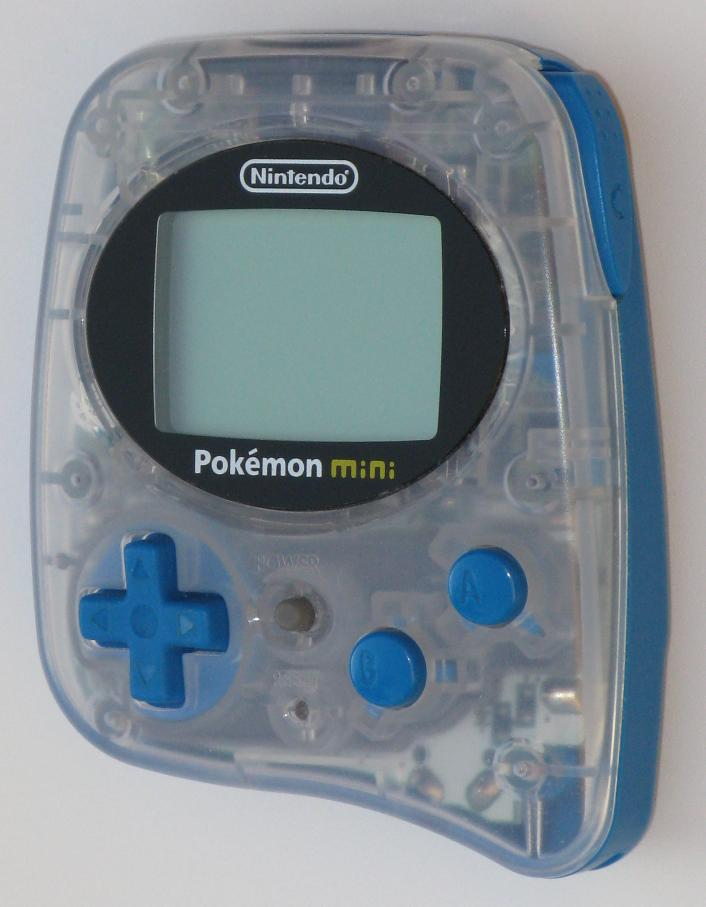
ポケモンミニ

ポケモンミニ（スタイライズ表記: Pokémon mini）は、任天堂と株式会社ポケモンが共同で設計・製造した8ビット携帯型ゲーム機で、『ポケットモンスター』メディアミックスをテーマとしている。世界で最も小型で、交換可能カートリッジに対応したゲーム機で、重さは約71グラム（2.5オンス未満）しかない。また、任天堂が製造した中で最も安価なゲーム機であり、価格はUS$45(2023年時点の$77と同等)で、『ポケモンパーティミニ』というゲームが同梱されていた。  
北アメリカでは2001年11月16日に最初に発売され、ポケモンセンターとその公式ウェブサイトでのみ購入可能だった。その後、日本では2001年12月14日に、ヨーロッパでは2002年3月15日に発売された。ポケモンミニの特徴には、内部リアルタイムクロック、赤外線ポート（マルチプレイ対戦のため）、リードスイッチ（シェイクを検知するため）、および電動モーター（振動によるフィードバックを実現）などが含まれる。ポケモンミニの販売は不振であり、ゲームは10作品しか発売されず、そのうち5作品は日本限定であった。

### ニンテンドーDS（2004年）

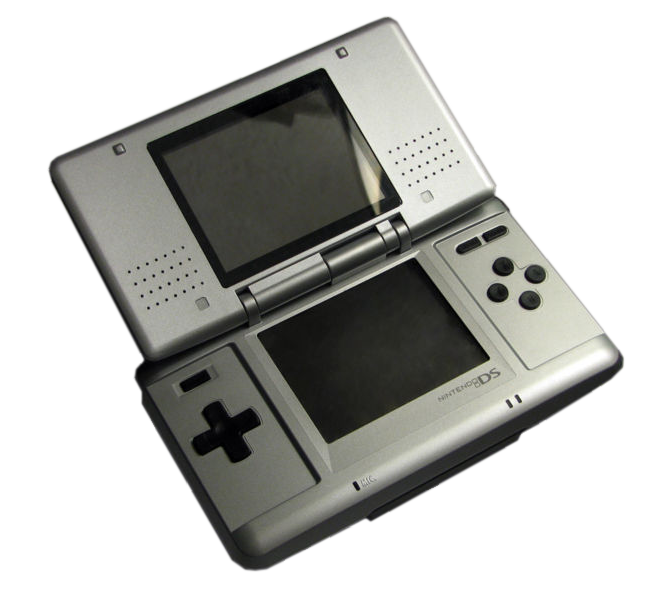
ニンテンドーDS、プラチナシルバー

ニンテンドーDS（中国ではiQue DS）は、任天堂が開発・製造した携帯型ゲーム機で、ニンテンドーDSシリーズの最初のシステムとして2004年11月21日に発売された。この機種は横型の折りたたみ式デザインと、2つのディスプレイ（下部ディスプレイはタッチスクリーンとして機能）を特徴としている。また、内蔵マイクやIEEE 802.11（Wi-Fi）規格をサポートしており、プレイヤー同士が短距離（環境によって10-30メートル）または標準的なWi-Fiアクセスポイントを介してニンテンドーWi-Fiコネクションサービスを通じて相互作用することができる。任天堂によると、DSの名称は「Developers' System」（開発者のためのシステム）と「Double Screen」（デュアルスクリーン）を意味しており、前者はゲーム開発者に革新的なゲームプレイアイデアを促進するために設計された機能を指している。開発中は「Project Nitro」として知られていた。
2006年3月2日には、日本でニンテンドーDS Liteが発売され、後に北アメリカ、オーストラリア、ヨーロッパでも発売された。また、ニンテンドーDSの2度目のリデザインとなるニンテンドーDSiは、日本で2008年11月1日、オーストラリアで2009年4月2日、ヨーロッパで2009年4月3日、北アメリカで2009年4月5日に発売された。このモデルには2つのカメラ、ダウンロード可能なソフトウェア機能、内蔵フラッシュメモリ、ウェブブラウザが搭載されている。ゲームボーイアドバンス用カートリッジスロットはSDカードスロットに置き換えられた。同様のモデルであるニンテンドーDSi LLは日本で2009年、世界では2010年に発売され、前モデルと同じ構成を持ちながらもサイズが大きく、家庭用として設計された大型スタイラスが付属していた。
2013年12月31日時点で、ニンテンドーDSシリーズは1億5401万台を販売しており、その内訳はニンテンドーDS Liteが9386万台、ニンテンドーDSiが4133万台である。2025年6月14日現在、任天堂の最も売れた携帯型ゲーム機である。

### ニンテンドー3DS（2011年）

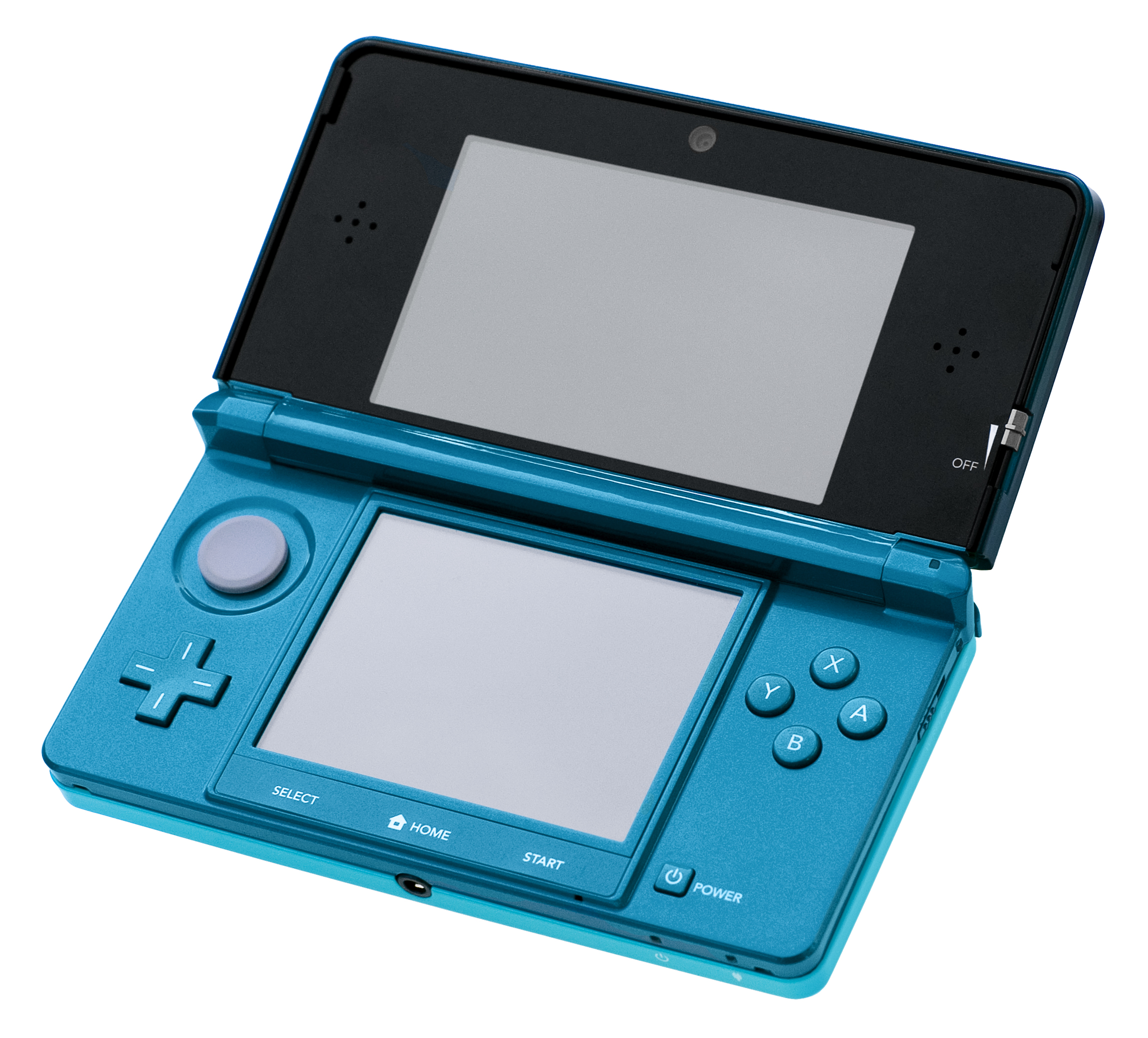
初代ニンテンドー3DS

ニンテンドー3DSは、名称や外観がDSシリーズに類似しているものの、DSの後継機であり、完全に新しいゲーム機である。ニンテンドー3DSは2011年2月26日に発売された。  
このゲーム機には3つのカメラが搭載されており、外側には3D写真撮影用の2つのカメラ、内側には上部画面の上に1つのカメラがある。下部画面はDSの下部画面に類似したタッチスクリーンで、上部画面は広画面の裸眼立体視対応3D液晶である。「裸眼立体視」とは、左目と右目に異なる画像を送ることで、特別なメガネを必要とせずに画面を3Dで見ることができる技術である。ニンテンドー3DSは任天堂のオンライン体験を強化するとされている。  
2012年7月には、DSiとDSi LLの変更点に似たように、ニンテンドー3DS LLが発売された。このモデルは画面が90%大きくなり、マット仕上げやスタイラス位置の変更などのデザイン変更が施されている。  
2013年10月12日、ニンテンドー2DSがアメリカ、ヨーロッパ、オーストラリアで発売された。その後、韓国では2013年12月7日、日本では2016年2月27日に発売された。このモデルは3DSの折りたたみデザインや裸眼立体視機能を省略した低価格のバリエーションである。さらに、2014年10月に日本で、2015年2月にその他の地域で新たなリデザインとしてNewニンテンドー3DSおよびNew 3DS LLが発売された。このモデルにはCスティック、ZRおよびZLショルダーボタン、より高速なCPUが搭載されており、『ゼノブレイド クロニクルズ 3D』のようにNewニンテンドー3DS専用のソフトウェアを利用できる。また、初代3DS同様、Newニンテンドー3DSもLLの形式がある。  
2013年12月31日時点で、ニンテンドーは4274万台を販売しており、その内訳はニンテンドー3DS LLが1521万台、ニンテンドー2DSが211万台である。  
ニンテンドー3DSファミリーの最後の携帯型ゲーム機は、2017年6月および7月に世界5か国で発売されたNewニンテンドー2DS LLである。このシリーズの全システムの生産は2020年9月16日に終了した。  

## ハイブリッド型ゲーム機

### バーチャルボーイ（1995年）

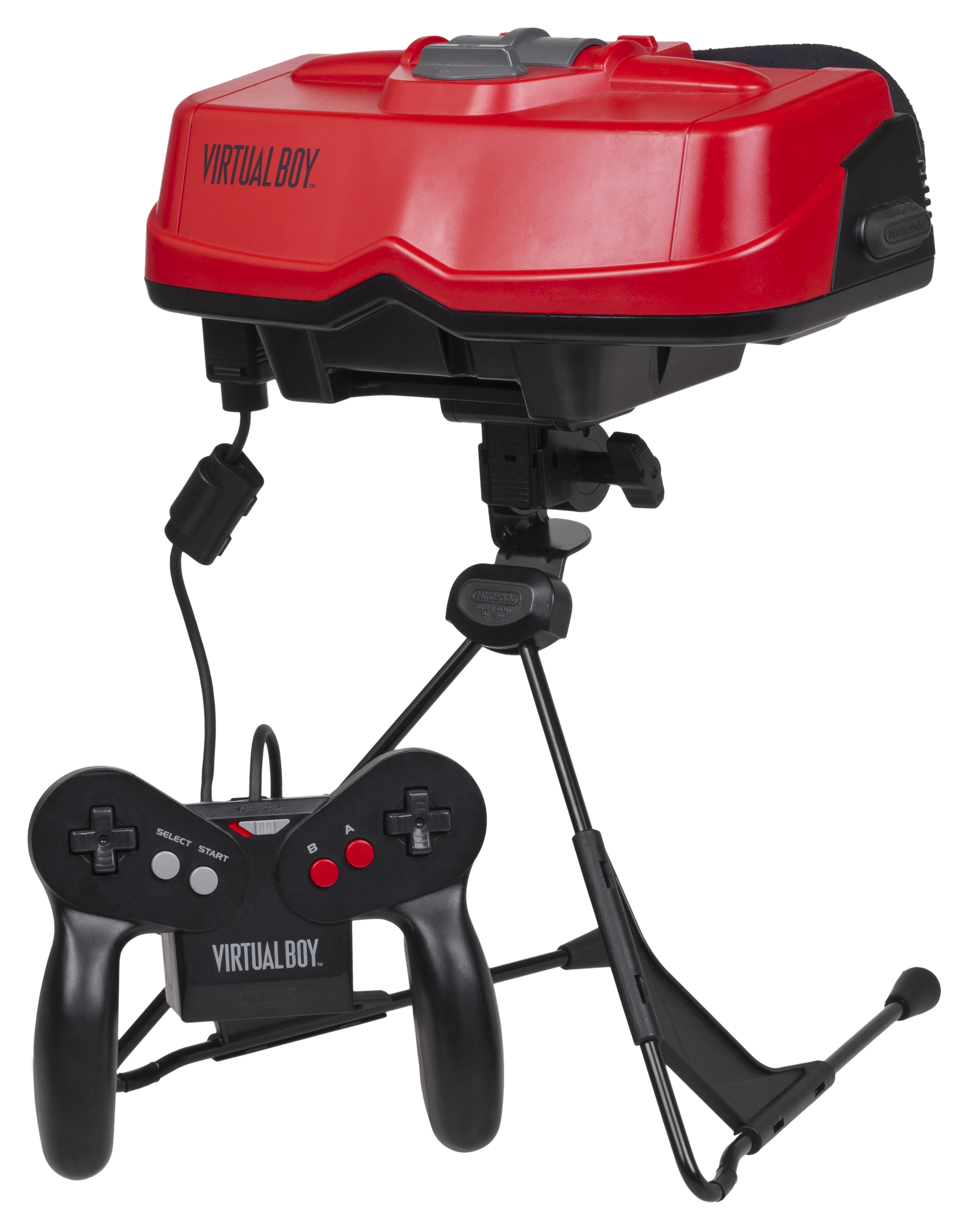
バーチャルボーイ

バーチャルボーイは、3Dグラフィックを表示できる初の据え置き型ゲーム機であった。通常のビデオゲームは、二次元スクリーン上で三次元の錯覚を作り出すために奥行き知覚の単眼手掛かりを使用しなければならないが、バーチャルボーイは視差効果と呼ばれる技術を用いて、より正確な奥行きの錯覚を作り出すことが可能であった。この技術は、後のニンテンドー3DSにも使用されている。  
ヘッドマウントディスプレイの使用に似た方式で、ユーザーは本体前面にあるネオプレン製のアイピースを覗き込み、眼鏡型のプロジェクターによってモノクロ（この場合は赤色）の画像を観ることができる仕様となっていた。バーチャルボーイは1995年7月21日に日本で、同年8月14日に北米で180米ドル前後の価格で発売された。ヨーロッパでも発売予定が計画されていたが、実現しなかった。  
このシステムは発売当初から冷ややかな反応を受け、その後の価格引き下げも効果を上げることができなかった。北米では全14タイトルが発売されたが、そのうち好評を得たのはごくわずかであった。任天堂は発売から数ヶ月でバーチャルボーイの製造を中止した。

### Nintendo Switch（2017年）

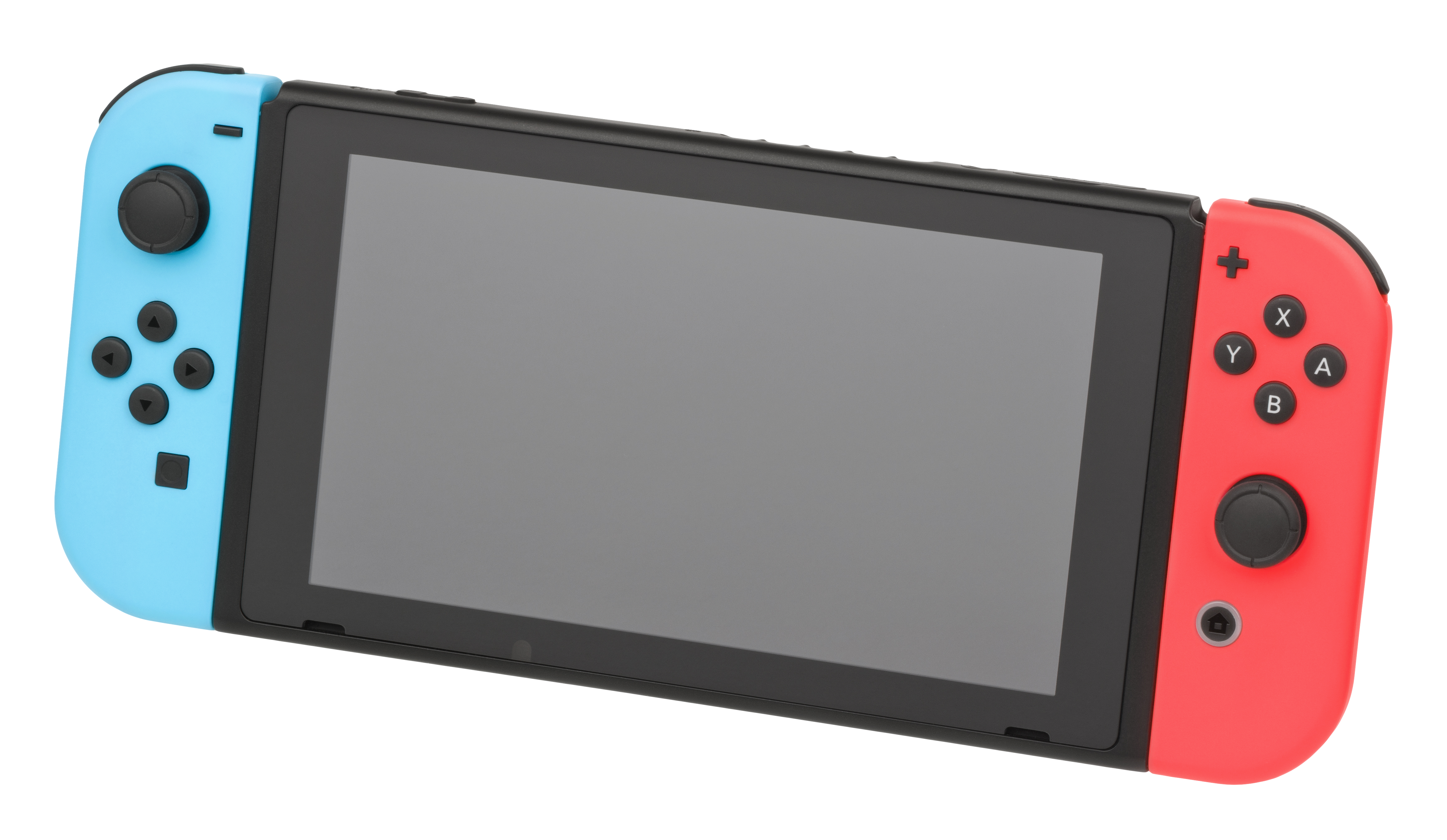
Nintendo Switch、Joy-Conが装着された状態

Nintendo Switchは、2017年3月3日に発売された第9世代のゲーム機である。このシステムは公式発表前にコードネーム「NX」と呼ばれていた。Nintendo Switchはハイブリッド型デバイスであり、Nintendo Switchドックに設置してテレビに接続する家庭用ゲーム機として、キックスタンドを使ってテーブルに立てる形で、またはタブレット型の携帯用ゲーム機として使用できる。  
Switchには、Joy-Conと呼ばれる2つの取り外し可能なワイヤレスコントローラが付属しており、それぞれ個別に使用することも、グリップに取り付けて従来型のゲームパッドの形状で使用することも可能である。これらJoy-ConはモーションセンサーとHD振動（任天堂の触覚振動フィードバックシステム）を搭載しており、ゲーム体験を向上させる。ただし、Amiibo用のNFCリーダーや、背面にIRセンサーを備えているのはJoy-Con（R）のみである。Nintendo Switch Proコントローラーはゲームキューブ コントローラのような従来型のスタイルのコントローラである。  
2025年2月4日時点で、Nintendo Switchは1億5083万台を販売しており、任天堂の過去のゲーム機すべてを上回り、最も売れた家庭用ゲーム機であり、全体で3番目に売れたゲーム機となっている。  
Nintendo Switch Liteは、2019年9月20日に任天堂から発売されたNintendo Switchのより安価なバージョンである。Switch Liteは通常のNintendo Switchとほぼ同じ機能を持ち、ほとんどの標準的なスイッチゲームをプレイ可能であるが、携帯専用の手持ちデバイスとして設計され、また少しコンパクトである。5色のカラーバリエーション（グレイ、ターコイズ、コーラル、イエロー、ブルー）や特別版がいくつかある。Joy-Conは取り外せないため、オリジナルのNintendo Switchとは異なる。  
2021年に新たなバリエーションとして、Nintendo Switch（有機ELモデル）が発売された。これはオリジナルに比べて改良点が多く、キックスタンドの改善、より大きな有機ELディスプレイ、32GBの代わりに64GBのストレージを搭載している。  

### Nintendo Switch 2（2025年）

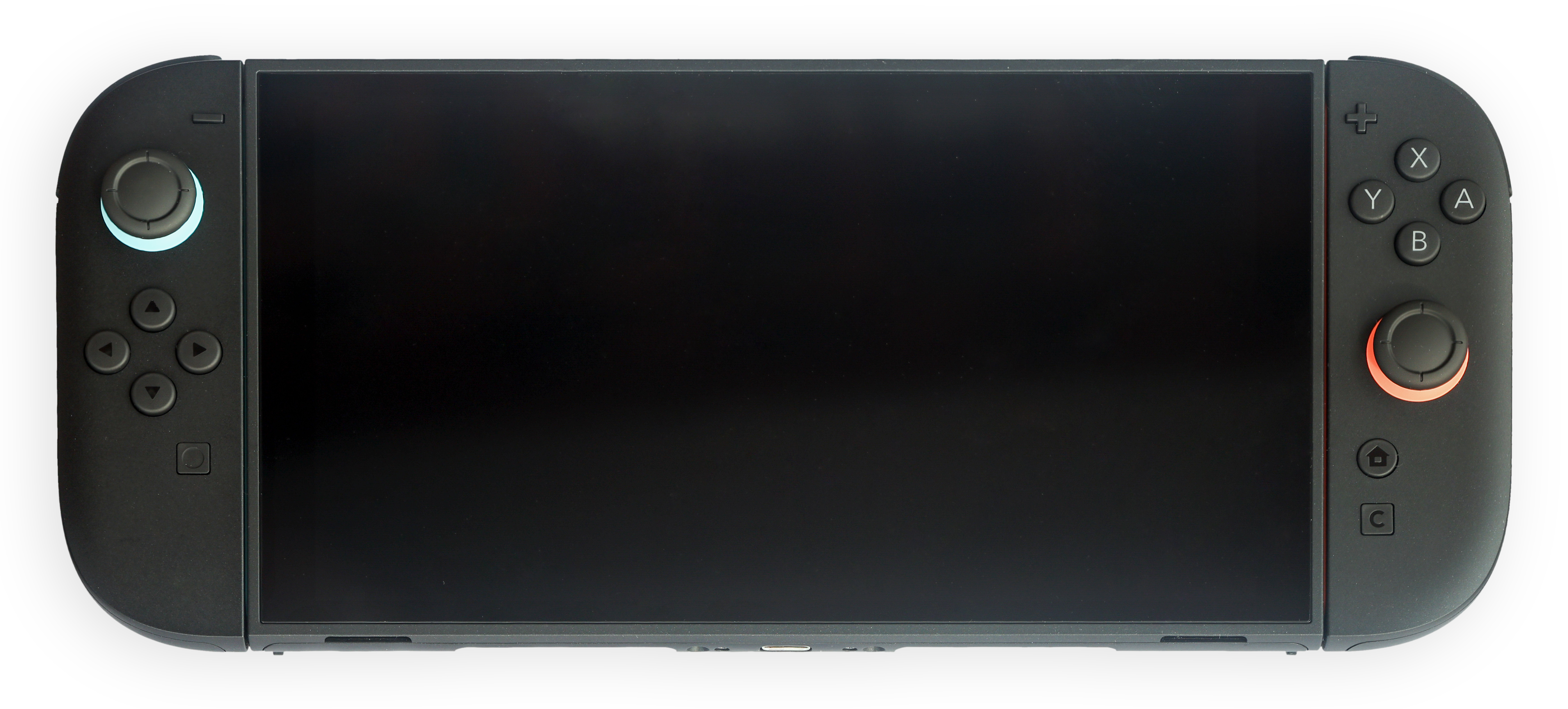
Nintendo Switch 2、Joy-Con 2が装着された状態

Nintendo Switch 2は、2025年6月5日に発売された第10世代のゲーム機である。2025年1月16日、任天堂はNintendo Switchの後継機として、8年ぶりに発表した。Switch 2は大半のNintendo Switch用のパッケージ版とダウンロード版ゲームと後方互換性がある。初代Switch同様、携帯型ゲーム機として使うこともでき、タブレットとしても利用できるほか、ドック経由で外部ディスプレイに接続することもできる。Joy-Con 2は本体に装着したままでも、取り外しても使用できる。初代Switchよりも大きな液晶ディスプレイを搭載し、内部ストレージも増加している。グラフィック、コントローラ、ソーシャル機能も強化されている。携帯・テーブルモードでは1080pの解像度と120Hzのリフレッシュレートを対応し、ドック接続時には4K解像度と60Hzのリフレッシュレートに対応する。
任天堂は、発売後4日目となる2025年6月10日に、Switch 2の世界累計販売台数が350万台を突破し、同社史上最速の販売記録となったと発表した。『ファミ通』によると、日本国内では発売から最初の4日間で94万7931台が販売され、Switchのローンチ時に記録した32万9152台を上回った。『IGN』は、Switch 2の発売初週における販売台数が、すべての地域でオリジナルのSwitchの2倍になったと報じている。

## その他のハードウェア
- ポケットカメラ - 初代ゲームボーイ用のモノクロカメラカートリッジで、画像編集機能やゲームボーイプリンターを通じて写真を印刷する機能を持つ。
- サテラビュー - 日本でのみ発売された、スーパーファミコン用のアドオンで、衛星を通じてゲームをダウンロード可能にした。
- ゲームボーイプレーヤー - ゲームキューブでゲームボーイのゲームをプレイするためのアダプター。
- ポケットプリンタ - ゲームボーイから粘着ステッカーに印刷するためのアダプター。ポケットカメラの写真やポケットモンスターゲームのポケモン図鑑情報を印刷するのに使用された。
- カードe - ゲームボーイアドバンスに接続して、特殊な「e-Readerカード」をスキャンするためのアドオン。カードには特別なデータが印刷されている。
- iQue Player - 中国でのみ発売されたNINTENDO 64のバージョン。クロック速度が倍増され、ゲームをダウンロードできる。
- iQue DS - 中国でのみ発売されたニンテンドーDSのバージョン。
- 64DD - 日本でのみ発売されたアドオンシステムで、書き換え可能な磁気ディスクに基づくゲームを提供した。『F-ZERO X エクスパンションキット』（『F-ZERO X』の新コース作成用）や『シムシティ64』（スーパーファミコン版『シムシティ』の続編）などが発売された。
- モバイルアダプタGB - 日本でのみ発売された周辺機器で、ゲームボーイカラーやゲームボーイアドバンスをモバイル電話に接続し、そのセルラーネットワークを利用して「Mobile System GB」サービスに接続することが可能だった。これにより、『ポケットモンスタークリスタルバージョン』を含む約20のゲームでオンライン機能を実現した[53]。
- ポケットピカチュウ - たまごっちに似た携帯型デバイスで、ユーザーがペットとしてピカチュウを世話できる。
- スーパーゲームボーイ - スーパーファミコンでゲームボーイのゲームをカラー表示でプレイするためのアダプター。
- Triforce - ゲームキューブのハードウェアを基にしたアーケードシステムで、セガおよびナムコとの協力で開発。
- コンピュータマージャン役満 - 1983年に発売された携帯型日本麻雀ゲームで、ケーブルで2台のデバイスを接続できる機能があり、これはゲームボーイの通信ケーブルの着想を得ることになった。
- ゲームキューブマイクロフォン - 『カラオケレボリューションパーティー』、『マリオパーティ6』、『マリオパーティ7』、『大玉』用に使用された周辺機器。基本的な音を認識し、ゲームプレイに組み込むことができる。
- Nintendo Gateway - 商業航空機やホテル施設で提供された専用のハードウェア、ソフトウェアコンソールで[54]、ショッピング、情報、インタラクティブなエンターテインメントを提供した[55]。
- パナソニックQ - 日本でのみ発売された、ゲームキューブを基にしたDVD再生対応モデルで、パナソニックが開発。
- Visteon Dockable Entertainment System - 公式ライセンスを受けたゲームボーイアドバンスのハードウェアを含むポータブルDVDプレイヤー。
- ポケウォーカー - 『ポケモンモンスター ハートゴールド』および『ソウルシルバー』で使用される歩数計。特定のポケモンやアイテムを入手できるほか、歩数に応じた特典が得られる。
- アクティビティメーター - ニンテンドーDS用ゲーム『歩いてわかる 生活リズムDS』で使用される赤外線対応の歩数計。
- フィットメーター - Wii U用ゲーム『Wii Fit U』で使用されるポータブルアクセサリで、歩数や上昇高度を記録。Wii U GamePadを使ってゲームと同期可能。
- モンスターボール Plus - 『ポケットモンスター Let's Go! ピカチュウ・Let's Go! イーブイ』で使用されるJoy-Conの代替デバイスで、ゲーム内報酬を得るためにポケモンを持ち歩くことも可能。